# Sierra Leones riksvapen
Sierra Leones riksvapen visar en sköld med ett lejon som syftar på landets namn, men som också med förbindelserna med Storbritannien att göra. Skölden bärs upp av två stående lejon. De vågiga blå linjerna är en heraldisk symbol för vatten – havet och hamnen i Freetown – och facklorna är upplysningens brinnande facklor. De två palmerna syftar på produktionen av palmolja som har stor betydelse för ekonomin i landet. Valspråket lyder: "Enighet, frihet, rättvisa".